# 結婚したら人生劇変!○○の妻たち
『結婚したら人生劇変!○○の妻たち』（けっこんしたらじんせいげきへん!まるまるのつまたち）は、TBS系列で2017年1月16日から同年9月25日まで放送されたドキュメントバラエティ。全26回。放送時間は毎週月曜19:00 - 20:00 (JST)。
2016年9月19日・10月24日（いずれも月曜日、19:00 - 20:57）にパイロット版が2度放送されている。

## 概要
アナタと結婚してよかったをテーマに、夫を支える妻の献身と奮闘に迫るほか、夫に支えられる妻の姿など、多種多様の愛にあふれた夫婦の形を紹介。夫婦の人間ドラマを、密着映像と再現映像でドキュメンタリータッチで描く。
2017年10月9日より同時間帯で『名医のTHE太鼓判!』が開始のため当番組は9月25日をもって終了。

## 出演者
- みのもんた (MC)
- SHELLY（サブMC）
- 大島美幸（森三中・同上）
- 木村匡也（ナレーター）
- 堀井美香（当時TBSアナウンサー、同上）

## 放送リスト

### パイロット版
| パイロット版 | パイロット版            | パイロット版                     | パイロット版                                       | パイロット版          |
| 回           | 放送日                  | ゲスト                           | 内容                                               | 備考                  |
| ------------ | ----------------------- | -------------------------------- | -------------------------------------------------- | --------------------- |
| 1            | 2016年 9月19日(月曜日)  | 中村玉緒、小川菜摘、矢沢心       | 元フジテレビ人気女子アナ妻が涙                     | ※19:00 - 20:57(117分) |
| 1            | 2016年 9月19日(月曜日)  | 中村玉緒、小川菜摘、矢沢心       | みのもんたの妻は幸せだったのか?                    | ※19:00 - 20:57(117分) |
| 1            | 2016年 9月19日(月曜日)  | 中村玉緒、小川菜摘、矢沢心       | 売れない芸人を愛してしまった美人妻の苦悩           | ※19:00 - 20:57(117分) |
| 1            | 2016年 9月19日(月曜日)  | 中村玉緒、小川菜摘、矢沢心       | 愛娘だけが知る今は亡き母の「真実」                 | ※19:00 - 20:57(117分) |
| 2            | 2016年 10月24日(月曜日) | 夏井いつき、生田智子、優木まおみ | 毒舌俳句先生 夏井いつき 謎の夫婦生活               | ※19:00 - 20:57(117分) |
| 2            | 2016年 10月24日(月曜日) | 夏井いつき、生田智子、優木まおみ | 元フジテレビ人気女子アナ 夫に突然戦力外通告        | ※19:00 - 20:57(117分) |
| 2            | 2016年 10月24日(月曜日) | 夏井いつき、生田智子、優木まおみ | 東大卒夫が突然 専業主夫に…その人生はツラい?楽しい? | ※19:00 - 20:57(117分) |
| 2            | 2016年 10月24日(月曜日) | 夏井いつき、生田智子、優木まおみ | 無職 収入ゼロになった夫を救った年上妻の神対応      | ※19:00 - 20:57(117分) |

### レギュラー版
| 2017年 | 2017年  | 2017年                                                     | 2017年                                                                  | 2017年                               |
| 回 | 放送日  | ゲスト                                                     | 内容                                                                    | 備考                                 |
| --- | ------- | ---------------------------------------------------------- | ----------------------------------------------------------------------- | ------------------------------------ |
| 1 | 1月16日 | 梅沢富美男、羽野晶紀、本田朋子、北斗晶、熊谷真実           | 超エリート官僚に嫁いだ五輪メダリスト妻 結婚直後に夫が無職に…            | ※初回2時間スペシャル (19:00 - 20:54) |
| 1 | 1月16日 | 梅沢富美男、羽野晶紀、本田朋子、北斗晶、熊谷真実           | 伝説のかるた女王が51歳で結婚 夫は22歳年下 神童と呼ばれたプロ○○          | ※初回2時間スペシャル (19:00 - 20:54) |
| 1 | 1月16日 | 梅沢富美男、羽野晶紀、本田朋子、北斗晶、熊谷真実           | ごく普通のOLが売れない旅役者と結婚…                                     | ※初回2時間スペシャル (19:00 - 20:54) |
| 1 | 1月16日 | 梅沢富美男、羽野晶紀、本田朋子、北斗晶、熊谷真実           | 元フジテレビ人気アナ妻に新たな挑戦                                      | ※初回2時間スペシャル (19:00 - 20:54) |
| 2 | 1月23日 | 三田寛子、北斗晶、熊谷真実                                 | 名大関 魁皇の妻は元人気美人プロレスラー                                 |                                      |
| 3 | 1月30日 | 梅沢富美男、山瀬まみ、椿鬼奴                               | ダメ夫をM-1決勝に導いた夫育て術                                         |                                      |
| 3 | 1月30日 | 梅沢富美男、山瀬まみ、椿鬼奴                               | 売れない芸人を愛してしまった妻                                          |                                      |
| 3 | 1月30日 | 梅沢富美男、山瀬まみ、椿鬼奴                               | 国際派モデルの妻は芸身長・低収入の売れない芸人となぜ結婚をしたのか      |                                      |
| 4 | 2月6日  | 奥山佳恵、田丸麻紀、つるの剛士、北斗晶、三田寛子、熊谷真実 | 赤井英和夫妻が息子の進路で衝突                                          |                                      |
| 4 | 2月6日  | 奥山佳恵、田丸麻紀、つるの剛士、北斗晶、三田寛子、熊谷真実 | 結婚わずか2年で戦力外通告 元プロ野球選手 妻の苦悩                       |                                      |
| （※2月13日は『歌のゴールデンヒット~オリコン1位の50年間~』〈19:00 - 22:54〉のため休止。）                    |         |                                                            |                                                                         |                                      |
| （※2月20日は『今夜解決!噂の健康術 名医のTHE太鼓判!』〈19:00 - 20:54〉のため休止。）                         |         |                                                            |                                                                         |                                      |
| 5 | 2月27日 | 奥山佳恵、つるの剛士、田丸麻紀                             | 愛する我が子は自閉症 笑顔と涙の子育て物語                               |                                      |
| 6 | 3月6日  | 矢沢心、羽野晶紀、松尾翠、梅沢富美男                       | ナゼ結婚?キラキラ妻と困ったさん 妻は?? 夫は???                          |                                      |
| 6 | 3月6日  | 矢沢心、羽野晶紀、松尾翠、梅沢富美男                       | 第2のダウンタウンと期待された伝説の漫才師 栄光から転落した夫を支えた妻  |                                      |
| 7 | 3月13日 | 池田志乃、北斗晶、藤本美貴                                 | 中尾彬・池田志乃 TV初公開 ご自宅&謎の私生活                             |                                      |
| 7 | 3月13日 | 池田志乃、北斗晶、藤本美貴                                 | ダメ芸人&鬼嫁が挑む 幼稚園お受験                                        |                                      |
| （※3月20日は『LEADERS リーダーズⅠ 特別編』〈19:00 - 20:54〉のため休止。）                                   |         |                                                            |                                                                         |                                      |
| 8 | 3月27日 | 梅沢富美男、熊谷真実、アンミカ                             | 名大関・魁皇の妻は元女子プロレスラー                                    |                                      |
| 9 | 4月3日  | つるの剛士、本田朋子、河合雪之丞                           | 売れっ子美人漫画家の夫はスーパー専業主夫…驚きの日常に密着               |                                      |
| 9 | 4月3日  | つるの剛士、本田朋子、河合雪之丞                           | 歌舞伎界No.1の変わり者に嫁いだ26歳年下の梨園の妻…苦悩の日々             |                                      |
| 9 | 4月3日  | つるの剛士、本田朋子、河合雪之丞                           | 51歳で結婚した伝説のかるた女王 夫は22歳年下の甘えん坊プロ棋士           |                                      |
| （※4月10日は『美空ひばり生誕80年 特別企画in東京ドーム 不死鳥コンサート2017』〈19:00 - 22:54〉のため休止。） |         |                                                            |                                                                         |                                      |
| 10 | 4月17日 | 池波志乃、くわばたりえ、益子直美                           | アスリート芸人の美人妻 元ミスコン女王                                   |                                      |
| 10 | 4月17日 | 池波志乃、くわばたりえ、益子直美                           | 益子直美 結婚10年…12歳年上妻は…                                         |                                      |
| 11 | 4月24日 | 藤本美貴、中村玉緒、佐藤B作                                | みのもんたと亡き妻との最期の11日間                                      |                                      |
| 11 | 4月24日 | 藤本美貴、中村玉緒、佐藤B作                                | 柔道金メダリスト 斉藤仁が急逝 50歳で遺された妻…                         |                                      |
| （※5月1日は『あなたが聴きたい歌の4時間スペシャル』〈19:00 - 22:54〉のため休止。）                           |         |                                                            |                                                                         |                                      |
| 12 | 5月8日  | 相田翔子、羽野晶紀、熊田曜子                               | 結婚したら姑が平野レミ 知られざる母娘関係に密着                         |                                      |
| 12 | 5月8日  | 相田翔子、羽野晶紀、熊田曜子                               | 朝ドラ女優が結婚直前 脳出血に                                           |                                      |
| 13 | 5月15日 | 梅沢富美男、中村祥子、堀ちえみ                             | アキラ100% 妻の仕事は日本にわずか10人!                                  |                                      |
| 13 | 5月15日 | 梅沢富美男、中村祥子、堀ちえみ                             | あの大河俳優が家族初公開 美人妻は26年ぶりテレビに出演                   |                                      |
| 13 | 5月15日 | 梅沢富美男、中村祥子、堀ちえみ                             | 葉山の大豪邸に住む美人妻                                                |                                      |
| （※5月22日は『今夜解決!噂の健康術 名医のTHE太鼓判!』〈19:00 - 20:54〉のため休止。）                         |         |                                                            |                                                                         |                                      |
| （※5月29日は『マイネームSHOW』〈19:00 - 20:54〉のため休止。）                                               |         |                                                            |                                                                         |                                      |
| 14 | 6月5日  | 椿鬼奴、尾木直樹、益子直美                                 | 話題の高須院長 妻は人気??? 謎だらけの夫婦生活                           |                                      |
| 14 | 6月5日  | 椿鬼奴、尾木直樹、益子直美                                 | 尼さんの夫はクリスチャン 宗教がバラバラな夫婦                           |                                      |
| 14 | 6月5日  | 椿鬼奴、尾木直樹、益子直美                                 | 確率72万分の1 激レア家族 双子の次に三つ子を出産した美人妻               |                                      |
| 15 | 6月12日 | 椿鬼奴、尾木直樹、益子直美、かりすま〜ず                   | 話題の専業主婦は慶応大卒 驚きの時短テク                                 |                                      |
| 15 | 6月12日 | 椿鬼奴、尾木直樹、益子直美、かりすま〜ず                   | 相撲部屋のおかみは元女子プロレスラー 17歳弟子が怪我で大ピンチ           |                                      |
| 15 | 6月12日 | 椿鬼奴、尾木直樹、益子直美、かりすま〜ず                   | 育児で仕事を辞めたい夫が大反対                                          |                                      |
| 16 | 6月19日 | 北斗晶、佐藤藍子、奥山佳恵、羽野晶紀                       | 老舗旅館の御曽司と結婚したら借金10億円…                                 |                                      |
| 16 | 6月19日 | 北斗晶、佐藤藍子、奥山佳恵、羽野晶紀                       | 自由すぎる夫に嫁いだ元女子アナ議員                                      |                                      |
| 17 | 6月26日 | 北斗晶、藤本美貴、中村玉緒、佐藤B作、つるの剛士、本田朋子  | サッカー元日本代表と結婚した美人妻                                      |                                      |
| 17 | 6月26日 | 北斗晶、藤本美貴、中村玉緒、佐藤B作、つるの剛士、本田朋子  | 売れっ子弁護士と結婚した美人妻                                          |                                      |
| 17 | 6月26日 | 北斗晶、藤本美貴、中村玉緒、佐藤B作、つるの剛士、本田朋子  | 進路相談 元人気キャスターの31歳年下妻                                   |                                      |
| 17 | 6月26日 | 北斗晶、藤本美貴、中村玉緒、佐藤B作、つるの剛士、本田朋子  | 40歳で死別…再婚するor独身を通す                                         |                                      |
| （※7月3日は『関口宏の東京フレンドパーク2017 7月ドラマ大集合SP!!』〈19:00 - 21:50〉のため休止。）            |         |                                                            |                                                                         |                                      |
| 18 | 7月10日 | 富永美樹、安めぐみ、堀ちえみ                               | ビートたけしの親友・島田洋七 「がばい妻」との田舎暮らしに密着           |                                      |
| 18 | 7月10日 | 富永美樹、安めぐみ、堀ちえみ                               | 都会を捨て佐賀で生きる本当の理由                                        |                                      |
| 18 | 7月10日 | 富永美樹、安めぐみ、堀ちえみ                               | クイズ!この人 誰の美人妻?                                               |                                      |
| （※7月17日は『プロ野球選手の妻たち』〈19:00 - 21:50〉のため休止。）                                         |         |                                                            |                                                                         |                                      |
| （※7月24日は『名医のTHE太鼓判&スーパードクターズ合体4時間SP』〈19:00 - 22:54〉のため休止。）                |         |                                                            |                                                                         |                                      |
| （※7月31日は『あなたが聴きたい歌の4時間スペシャル』〈19:00 - 22:54〉のため休止。）                          |         |                                                            |                                                                         |                                      |
| 19 | 8月7日  | （なし）                                                   | 元一流モデル妻がヒルズ族と王の興婚…と思ったら借金1億6000万円            |                                      |
| 19 | 8月7日  | （なし）                                                   | レコード大賞受賞の売れっ子作詞家が18歳差国際結婚で印税3億円喪失         |                                      |
| 19 | 8月7日  | （なし）                                                   | 名家の箱入り娘が老舗旅館に嫁いだら経営が火の車…借金1億円                |                                      |
| 20 | 8月14日 | 羽野晶紀、尾木直樹、はしのえみ                             | 愛娘が事故…風見しんごの妻がTV初告白                                     |                                      |
| 20 | 8月14日 | 羽野晶紀、尾木直樹、はしのえみ                             | 4度目の結婚をしたベテラン俳優                                           |                                      |
| 21 | 8月21日 | （なし）                                                   | 元フジ人気アナ 結婚3年目に試練! 突然チームを退団したスター選手夫は今…   |                                      |
| 21 | 8月21日 | （なし）                                                   | 村上弘明の元モデル妻26年ぶりTV出演 放送をきっかけに…家族に驚きの展開が! |                                      |
| 21 | 8月21日 | （なし）                                                   | 女子バレー益子直美が50歳で心臓病 手術から4か月…12歳年上妻は今?          |                                      |
| 21 | 8月21日 | （なし）                                                   | 『プレバト!!』で大人気!毒舌俳句先生 熟年結婚した夫との私生活をTV初公開  |                                      |
| 22 | 8月28日 | 有賀さつき、富永美樹、小柳ルミ子                           | 初告白 元フジテレビアナウンサー富永美樹 「夫の精神がもたない」          |                                      |
| 22 | 8月28日 | 有賀さつき、富永美樹、小柳ルミ子                           | 夫は売れない2世歌手 支える妻は元人気ラジオアナウンサー                  |                                      |
| 23 | 9月4日  | 藤本美貴、池波志乃、羽野晶紀                               | 33歳年上の歌舞伎役者に嫁いだ若妻                                        |                                      |
| 23 | 9月4日  | 藤本美貴、池波志乃、羽野晶紀                               | 超エリート夫が結婚式で落語家転職を宣言                                  |                                      |
| 23 | 9月4日  | 藤本美貴、池波志乃、羽野晶紀                               | 美女と野獣夫婦 元アイドル妻が作る晩ごはん                               |                                      |
| 24 | 9月11日 | 藤本美貴、羽野晶紀、安めぐみ、吉村由依子、成川祐子         | 経営難だった老舗割烹 大行列の人気店に…                                  |                                      |
| 24 | 9月11日 | 藤本美貴、羽野晶紀、安めぐみ、吉村由依子、成川祐子         | 借金数億円を抱えた京都の老舗和菓子店 若い女性殺到の人気店に…            |                                      |
| 25 | 9月18日 | 藤本美貴、泉ピン子、勝俣州和                               | 泉ピン子の夫婦生活にTV初密着                                            |                                      |
| 26 | 9月25日 | 矢沢心、生田智子、本田朋子、松谷あい、澤田愛               | No.1イケメン力士の妻                                                    | ※最終回                              |
| 26 | 9月25日 | 矢沢心、生田智子、本田朋子、松谷あい、澤田愛               | 相撲界No.1コワモテ力士 引退の危機を救ったのは…                          | ※最終回                              |

## スタッフ

### レギュラー版
- 構成：古井知克、谷田彰吾、勝木友香、鮫肌文殊、本松エリ、遠藤正也（遠藤→不定期）／都築浩
- TM：榎芳栄
- TD：依田純、齋藤哲也、柳田智明、飯橋俊昭
- VE：木野内洋、粂川高広、大場貴文
- カメラ：柳田英(智)明、飯橋俊昭、平井洋子、水崎雄太
- 音声：清宮拓
- 照明：鈴木英敬
- 編集：金有那、内海大助、大北恵美、岩田佳己
- MA：宮嶌宏道、右田安昌、柳内奈穂美
- 選曲：高橋宏(秀)治、竹田周二
- CG：ノットアットオール
- 美術プロデューサー：中西忠司
- 美術デザイン：桝本瑠璃
- 美術制作：小栗綾介
- 装置：尻無浜宏人
- 操作：田村勝行
- 装飾：田村健治
- 電飾：阿部達矢
- アクリル装飾：青木剛
- 化粧：古谷(屋)明子
- 技術協力：東通、港家、ジェイ・クルー、東京オフラインセンター
- 美術協力：フジアール
- 編成：辻有一、竹内敦史
- リサーチ：Ring 喜多あおい、後藤美穂、田中ひろちか
- デスク：大島史子
- TK：鈴木裕恵
- 宣伝：安部由美
- AD：杉山翼、中島祥太、武田欣樹、村上竜輝、友利秀行(之)、水野彰洋、藤江達也、庄子伸正、鹿田聡、斎藤正吉、高倉大真／新川菜摘、浅井昌也、細川雄大、深谷将義、長井慎弥、大音師誠、岩澤恋、平井俊範、諸見里朝大、金澤真由、中島祥大、與那覇摩帆、鷹野弥彦、岩澤恋、勝又郁乃、石原大輔、友利秀之、武田欣樹、佐野勇樹、鈴木あかり
- キャスティングP：早瀬志都加、荒井美妃
- AP：田中乙妃、佐藤江美、岡崎佑美、茂木葉子、藤原真美、本山ひかる、近藤里(梨)沙、茂木葉子、杉原亮一
- 再現スタッフ：梅原由紀子、長野友弘
- ディレクター：前田啓二郎、田中慎一、山口力也、熊井靖仁、根本教彦、宮本清彦、小林恵美、見崎陽亮、三浦勲、川崎敬、中野聡、曽我和隆、岸憲人、田中達也、岡部剛、根本教彦、重原将司、平田恭崇、岩永紗代美、ソネタマエ、新井孝輔、山口大輔、川崎貴博、川上浩史、花田憲明、栗崎(﨑)圭悟、世良田佳男、百々隆了、黒澤寛、松延由子、藤巻圭吾、山口力也、熊井靖仁、山田邦風、渡辺康史、橋本伸行、白金茜、平田恭崇、平賀知博（週替り）
- MP：玉手義朗
- 統括：小杉康夫
- 演出：佐藤賢二（毎週）、工藤渉、前田朗光、今井勘太、千葉隆弥、馬渕武良、樽見近江、井熊俊博、小田清仁、世良田佳男（週替り）
- 総合演出：飯田晃嘉
- プロデューサー：後藤隆二、麻生邦浩、大岡制、鈴木隆浩、齋藤智礼、木内美歩、下田亮太、大久保徳宏（大久保→以前はスタジオ演出）、二階堂耕史
- チーフプロデューサー：江藤俊久
- 制作協力：NON PRO.、LOGIC、ダイナマイトレボリューションカンパニー、スクイズ
- 製作著作：TBS

#### 過去のスタッフ
- TM：森享(亨)宏
- 装置：坂本進
- 植木装飾：猿山利昭
- 化粧：立沢恵子

### パイロット版
- 構成：古井知克、谷田彰吾、勝木友香
- TM：森亨宏
- TD：齋藤哲也
- VE：姫野雅美（第1回）、大場貴文（第2回）
- カメラ：荒井隆之
- 音声：清宮拓
- 照明：鈴木英敬
- 編集：金有那（第1回）、安達憲一（第2回）
- MA：右田安昌（第1回）、横田良孝（第2回）
- 選曲：高橋秀治
- CG：ノットアットオール
- 美術プロデューサー：中西忠司
- 美術デザイン：桝本瑠璃
- 美術制作：小栗綾介
- 装置：尻無浜宏人
- 電飾：安部達矢
- 植木装飾：猿山利昭
- 装飾：川原栄一
- 化粧：古屋明子
- 協力：東通、東京オフラインセンター
- 制作協力：DNP
- 編成：辻有一、竹内敦史
- 宣伝：筧哲一、小山陽介
- リサーチ：Ring 喜多あおい、鹿山智美
- デスク：大島史子
- TK：伊藤佳加
- AD：杉山翼、安田裕紀、村上竜輝（杉山〜村上→第1,2回）、金澤勇貴、新川菜摘、穴井里加子（金澤～穴井→第1回）、鈴木貴章（第2回）
- AP：佐藤江美
- キャスティング：荒井美妃
- 再現スタッフ：梅原由紀子、長野友弘、久保芳夫
- ディレクター：川上浩史、渡辺恭三、見崎陽亮、児山昌平（見崎・児山→第1,2回）、鈴木雅彦、矢口崇、宇野龍太郎（児山・見崎以外→第1回）、川崎敬、山口博（川崎・山口→第2回）
- 演出：工藤渉
- 協力プロデューサー：村口太郎、麻生邦浩
- 統括：小杉康夫
- スタジオ演出：大久保徳宏（第1回はプロデューサー）
- 総合演出：飯田晃嘉
- プロデューサー：江藤俊久、後藤隆二
- 製作著作：TBS

## ネット局
| 放送対象地域   | 放送局                    | 系列    | 放送日時           | ネット状況 |
| -------------- | ------------------------- | ------- | ------------------ | ---------- |
| 関東広域圏     | TBSテレビ（TBS）          | TBS系列 | 月曜 19:00 - 20:00 | 制作局     |
| 北海道         | 北海道放送（HBC）         | TBS系列 | 月曜 19:00 - 20:00 | 同時ネット |
| 青森県         | 青森テレビ（ATV）         | TBS系列 | 月曜 19:00 - 20:00 | 同時ネット |
| 岩手県         | IBC岩手放送（IBC）        | TBS系列 | 月曜 19:00 - 20:00 | 同時ネット |
| 宮城県         | 東北放送（TBC）           | TBS系列 | 月曜 19:00 - 20:00 | 同時ネット |
| 山形県         | テレビユー山形（TUY）     | TBS系列 | 月曜 19:00 - 20:00 | 同時ネット |
| 福島県         | テレビユー福島（TUF）     | TBS系列 | 月曜 19:00 - 20:00 | 同時ネット |
| 山梨県         | テレビ山梨（UTY）         | TBS系列 | 月曜 19:00 - 20:00 | 同時ネット |
| 新潟県         | 新潟放送（BSN）           | TBS系列 | 月曜 19:00 - 20:00 | 同時ネット |
| 長野県         | 信越放送（SBC）           | TBS系列 | 月曜 19:00 - 20:00 | 同時ネット |
| 静岡県         | 静岡放送（SBS）           | TBS系列 | 月曜 19:00 - 20:00 | 同時ネット |
| 富山県         | チューリップテレビ（TUT） | TBS系列 | 月曜 19:00 - 20:00 | 同時ネット |
| 石川県         | 北陸放送（MRO）           | TBS系列 | 月曜 19:00 - 20:00 | 同時ネット |
| 中京広域圏     | CBCテレビ（CBC）          | TBS系列 | 月曜 19:00 - 20:00 | 同時ネット |
| 近畿広域圏     | 毎日放送（MBS）           | TBS系列 | 月曜 19:00 - 20:00 | 同時ネット |
| 鳥取県・島根県 | 山陰放送（BSS）           | TBS系列 | 月曜 19:00 - 20:00 | 同時ネット |
| 岡山県・香川県 | 山陽放送（RSK）           | TBS系列 | 月曜 19:00 - 20:00 | 同時ネット |
| 広島県         | 中国放送（RCC）           | TBS系列 | 月曜 19:00 - 20:00 | 同時ネット |
| 山口県         | テレビ山口（tys）         | TBS系列 | 月曜 19:00 - 20:00 | 同時ネット |
| 愛媛県         | あいテレビ（itv）         | TBS系列 | 月曜 19:00 - 20:00 | 同時ネット |
| 高知県         | テレビ高知（KUTV）        | TBS系列 | 月曜 19:00 - 20:00 | 同時ネット |
| 福岡県         | RKB毎日放送（rkb）        | TBS系列 | 月曜 19:00 - 20:00 | 同時ネット |
| 長崎県         | 長崎放送（NBC）           | TBS系列 | 月曜 19:00 - 20:00 | 同時ネット |
| 熊本県         | 熊本放送（RKK）           | TBS系列 | 月曜 19:00 - 20:00 | 同時ネット |
| 大分県         | 大分放送（OBS）           | TBS系列 | 月曜 19:00 - 20:00 | 同時ネット |
| 宮崎県         | 宮崎放送（mrt）           | TBS系列 | 月曜 19:00 - 20:00 | 同時ネット |
| 鹿児島県       | 南日本放送（MBC）         | TBS系列 | 月曜 19:00 - 20:00 | 同時ネット |
| 沖縄県         | 琉球放送（RBC）           | TBS系列 | 月曜 19:00 - 20:00 | 同時ネット |